# Земо-Реха
Земо-Реха (груз. ზემო რეხა) — село в Грузии, на территории Горийского муниципалитета края (мхаре) Шида-Картли.

## География
Село находится в центральной части Грузии, на берегах реки Меджуды, на расстоянии приблизительно 4 километров (по прямой) к северу от города Гори, административного центра муниципалитета. Абсолютная высота — 641 метр над уровнем моря.

## Население
По результатам официальной переписи населения 2014 года в Земо-Рехе проживал 261 человек (135 мужчин и 126 женщин). В национальной структуре населения грузины составляли 99,2 %, осетины — 0,4 %, армяне — 0,4 %.
| Год  | Население, человек |
| ---- | ------------------ |
| 2002 | 338                |
| 2014 | ↘ 261              |